# Alexander Wiktorowitsch Gruschko

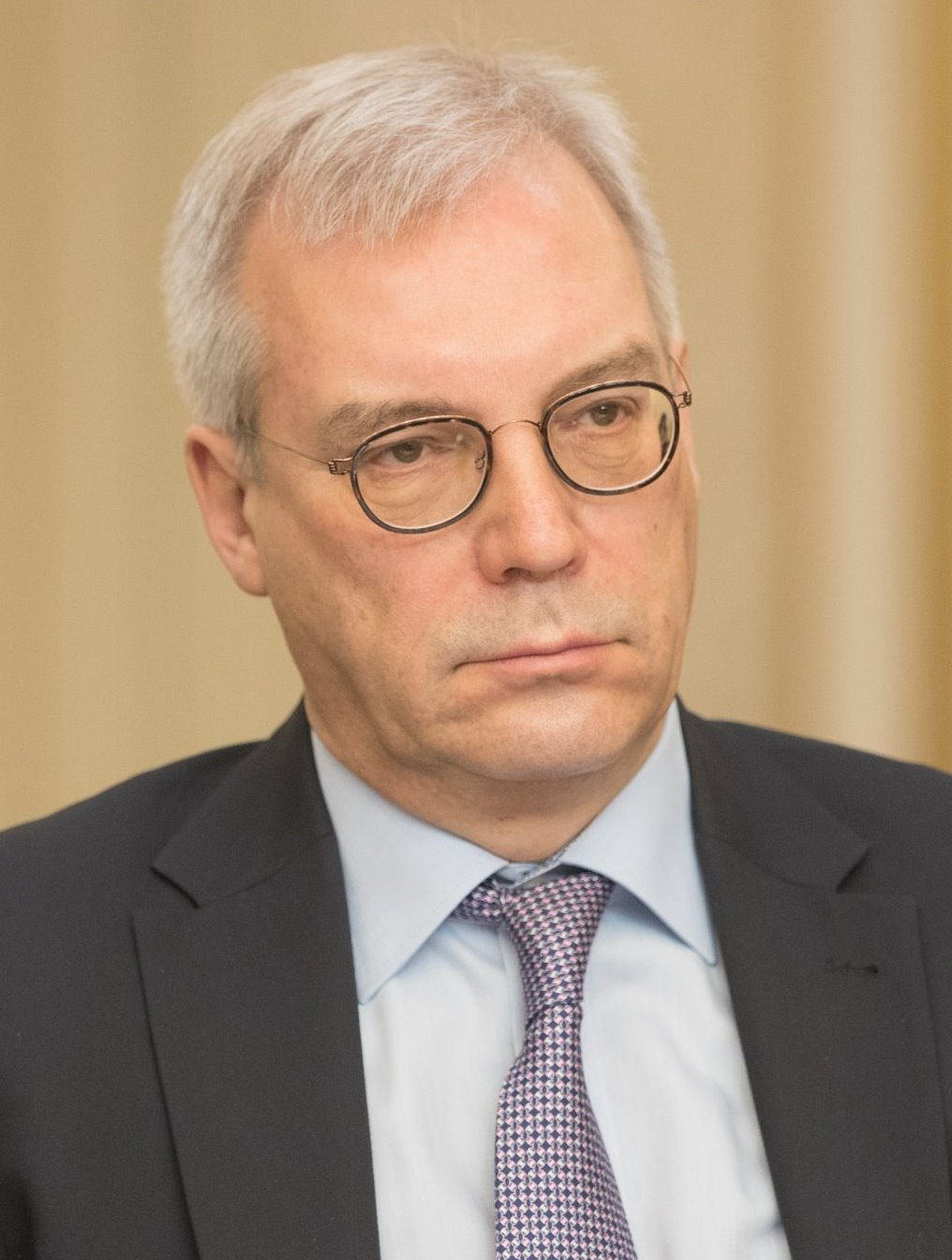
Alexander Gruschko (2018)

Alexander Wiktorowitsch Gruschko (russisch Александр Викторович Грушко; * 25. April 1955 in Moskau) ist ein russischer Diplomat und Politiker. Er ist einer der zehn stellvertretenden Außenminister.

## Leben
Gruschko schloss 1977 sein Studium am Moskauer Staatlichen Institut für Internationale Beziehungen ab. Im selben Jahr trat er in den diplomatischen Dienst ein. Von 1995 bis 1996 war er Leiter der Abteilung für Sicherheits- und Abrüstungsfragen im russischen Außenministerium. Von 1996 bis 2000 leitete er die russische Delegation für militärische Sicherheit und Rüstungskontrolle in Wien. Anschließend war er bis 2001 stellvertretender Direktor der Abteilung für gesamteuropäische Zusammenarbeit des russischen Außenministeriums, ehe er 2002 zu dessen Direktor berufen wurde. Von 2005 bis 2012 amtierte er das erste Mal als stellvertretender Außenminister der Russischen Föderation. Vom 23. Oktober 2012 bis zum 22. Januar 2018 war er Ständiger Vertreter Russlands bei der NATO in Brüssel. Am 22. Januar 2018 wurde er erneut zum stellvertretenden Außenminister der Russischen Föderation ernannt.
Alexander Gruschko ist verheiratet und hat einen Sohn und eine Tochter. Seit 2004 hat er den Rang eines außerordentlichen und bevollmächtigten Botschafters. Er wurde mit dem Verdienstorden für das Vaterland 2. Klasse, dem Orden der Ehre und dem Orden der Freundschaft ausgezeichnet. Er spricht Russisch, Englisch und Niederländisch.